# Systoechus exilipes
Systoechus exilipes är en tvåvingeart som beskrevs av Mario Bezzi 1923. Systoechus exilipes ingår i släktet Systoechus och familjen svävflugor. Inga underarter finns listade i Catalogue of Life.